# Римокатоличка црква Свете Мајке Терезе од Калкуте у Алексинцу
Римокатоличка црква Свете Мајке Терезе од Калкуте у Алексинцу седиште је истоимене жупе. Припада Београдској надбискупији Католичке цркве у Србији.
Црква Света Мајка Терезија из Калкуте у Алексинцу је једина католичка црква на територији општине Алексинац. Дуго времена то је био пасторални центар у оквиру Нишке жупе, а изградња цркве је почела деведесетих година двадесетог века, да би 2003. године била одржана прва миса.

## Католицизам у Алексинцу
За једну малу општину Алексинац има солидну популацију католика, због мешовитог становништва Словенаца, Хрвата, Словака, и католичких Албанцаца који су крајем деветнаестог века долазили да раде у Алексиначком Руднику, као и великог броја мешовитих бракова који су уследили.
Уз црквену зграду изграђен је Каритасов центар, и црква помаже сиромашне вернике, посебно након затварања рудника угља. Цркву је благословио 2003. године Тарсицио Бартоне, надбискуп Ђенове, а томе је и присуствовао тадашњи владика, а касније патријарх Иринеј. Налази се у улици Тихомира Ђорђевића број 18, у самом центру града недалеко од Основне школе Љупче Николић и православне Цркве Светог Николе у Алексинцу. Управитељ је пречасни Марко Трошт. Црква садржи Каритасов хостел Тересианум.

## Извори
1. ↑  „U Aleksincu obeležen patron župe Sv. Majka Terezija od Kalkute”. Beogradska nadbiskupija. Приступљено 24. 10. 2023.
2. ↑  „Sv. Majka Terezija iz Kalkute, Aleksinac”. Beogradska nadbiskupija (на језику: српски). Приступљено 2023-12-24.
3. ↑  Studioseven. „Katolička zajednica u srcu pravoslavlja”. Katolička zajednica u srcu pravoslavlja | Arhiv tekstova | Hrvatska Riječ. Приступљено 2023-12-24.
4. ↑  glas, Nek se čuje (2022-04-25). „Caritasov hostel Teresianum – mesto gde podele ne postoje”. Nek se čuje glas! (на језику: енглески). Приступљено 2023-12-24.